# Salangana menuda
La salangana menuda (Collocalia troglodytes) és una espècie d'ocell de la família dels apòdids (Apodidae) que habita boscos i zones obertes de les Filipines.